# Microperoryctes aplini
Microperoryctes aplini, conhecido como bandicoot-pigmeu-de-arfak(a), é uma espécie de marsupial da família Peramelidae, endêmica da Indonésia Pode ser encontrada apenas nas Montanhas Arfak, na península de Vogelkop.